# Heterandria anzuetoi
Heterandria anzuetoi is een straalvinnige vissensoort uit de familie van de levendbarende tandkarpers (Poeciliidae). De wetenschappelijke naam van de soort is voor het eerst geldig gepubliceerd in 1979 door Rosen & Bailey.